# Тугозвоново
Тугозвоново — село в Шипуновском районе Алтайского края.
Деревня Тугозвонова была основана в 1735 году (по другим источникам в 1746 году). Вариантов и других названий не зафиксировано.
«Раньше в ней жили раскольники, которые до мая 1746 г. большей частью подвергли себя сожжению, а оставшиеся были арестованы и вывезены. Опустевшую деревню несколько месяцев караулили по приказу начальства крестьяне соседних деревень, а потом сюда поселили пришлых» (Булыгин, с. 61). Ойконим образован от фамилии Тугозвонов. «Но сейчас Тугозвоновых в селе нет».
В Списке населенных мест Томской губернии за 1893 год говорится: Деревня Тугозвонова Чарышской волости Бийского округа расположена на притоке реки Чарыш. Число дворов — 58, число жителей мужского пола — 208, женского пола — 182.
Согласно Списку населенных мест Сибирского края за 1928 год в Тугозвоново имелся сельский совет, школа, лавка, кредитное товарищество. Число хозяйств по переписи 1926 года − 400 дворов, население составляло: мужчин — 1050, женщин — 1193.

## Население
| 1926  | 1997  | 1998  | 1999  | 2000  | 2001  | 2002  |
| ----- | ----- | ----- | ----- | ----- | ----- | ----- |
| 2243  | ↘1567 | ↗1569 | ↗1583 | ↘1579 | ↘1547 | ↘1477 |
| 2003  | 2004  | 2005  | 2006  | 2007  | 2008  | 2009  |
| ↘1437 | ↘1421 | ↘1380 | ↗1393 | ↘1384 | ↘1358 | ↘1347 |
| 2010  | 2011  | 2012  | 2013  |       |       |       |
| ↘1222 | ↘1219 | ↘1176 | ↘1156 |       |       |       |

## Русская православная церковь
В селе действует Сретенская церковь.